# سنترال هایلندز (ویتنام)

موقعیت سنترال هایلندز در ویتنام

سنترال هایلندز ویتنام (انگلیسی: Central Highlands) یکی از مناطق کشور ویتنام است.
این منطقه که شامل ۵ استان می‌شود مساحت آن ۵۴٬۶۵۹٫۶ کیلومتر مربع و جمعیت آن در سال ۲۰۰۹ میلادی ۴٬۸۶۸٬۹۰۰ نفر بوده‌است.

## استان‌ها
| استان          | مرکز       | جمعیت (سرشماری ۲۰۰۹) | مساحت (km²)  |
| -------------- | ---------- | -------------------- | ------------ |
| استان داک لاک  | بون ما توت | ۱٬۷۳۷٬۶۰۰            | 13,139.2 km² |
| استان داک نونگ | گیا نیا    | ۴۰۷٬۳۰۰              | ۶٬۵۱۶٫۹ km²  |
| استان گیا لای  | پلیکو      | ۱٬۱۶۱٬۷۰۰            | ۱۵٬۵۳۶٫۹ km² |
| استان کون توم  | کون توم    | ۳۸۳٬۱۰۰              | ۹٬۶۹۰٫۵ km²  |
| استان لام دونگ | دا لات     | ۱٬۱۷۹٬۲۰۰            | ۹٬۷۷۶٫۱ km²  |